# 米登多夫灣

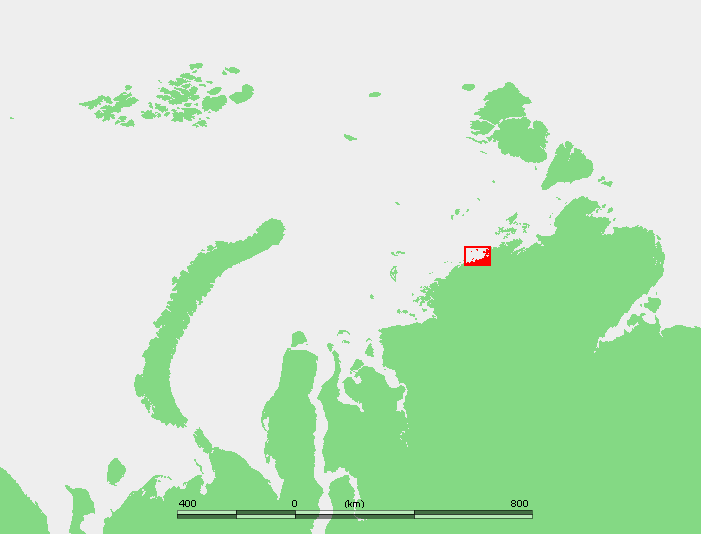

米登多夫灣是俄羅斯的海灣，位於泰梅爾半島西北面的喀拉海，由克拉斯諾亞爾斯克邊疆區負責管轄，每年有九個月時間被冰封，海灣沿岸被苔原覆蓋。
米登多夫湾以德裔俄罗斯动物学家亚历山大·冯·米登多夫的名字命名。
75°50′N 92°30′E / 75.833°N 92.500°E